# Zinkamid
Zinkamid ist eine anorganische chemische Verbindung des Zinks aus der Stoffgruppe der Metallamide.

## Gewinnung und Darstellung
Amorphes Zinkamid kann durch Reaktion von Zinkdiethyl mit Ammoniak bei 150 °C gewonnen werden.
{\displaystyle \mathrm {Zn(C_{2}H_{5})_{2}+2\ NH_{3}\longrightarrow Zn(NH_{2})_{2}+2\ C_{2}H_{6}} }
Zinkamid kann auch durch Reaktion von Zinknitrat mit Kaliumamid in Ammoniak gewonnen werden, wobei sich bei Überschuss von Kaliumamid auch die Komplexverbindung Kaliumtetraamidozinkat bildet.
{\displaystyle \mathrm {Zn(NO_{3})_{2}+2\ KNH_{2}\longrightarrow Zn(NH_{2})_{2}+2\ KNO_{3}} }
{\displaystyle \mathrm {Zn(NH_{2})_{2}+2\ KNH_{2}\longrightarrow K_{2}[Zn(NH_{2})_{4}]} }

## Eigenschaften
Zinkamid ist ein farbloser Feststoff, der sich an Luft langsam zersetzt. Kristallines Zinkamid entsteht aus dem amorphen Produkt durch Erhitzen unter ammonothermalen Bedingungen im Autoklaven. Die kristalline Form besitzt eine Kristallstruktur mit der Raumgruppe I41/acd (Raumgruppen-Nr. 142) und ist isotyp zu der von Magnesiumamid und Berylliumamid. Die Verbindung verhält sich in Ammoniak amphoter. Bei 350 °C zersetzt sie sich unter Bildung von Zinknitrid.
{\displaystyle \mathrm {3\ Zn(NH_{2})_{2}\ {\xrightarrow {350\ ^{\circ }C}}\ Zn_{3}N_{2}+4\ NH_{3}} }